# Аллага
Аллага (якут. Аллыҥа) — село в Сунтарском улусе Республики Саха (Якутия) России. Административный центр и единственный населённый пункт Аллагинского наслега.

## География
Село находится в юго-западной части Якутии, в левобережной части долины реки Вилюй, к северу от федеральной автотрассы А331 «Вилюй», на расстоянии примерно 29 км (по прямой) к западу-северо-западу (WNW) от села Сунтар, административного центра улуса.
Климат
Климат характеризуется как резко континентальный. Средняя температура воздуха самого тёплого месяца (июля) составляет 17-18 °C; самого холодного (января) — −34 − −50 °C. Среднегодовое количество атмосферных осадков составляет 250—300 мм.
Часовой пояс
Село Аллага находится в часовой зоне МСК+6. Смещение применяемого времени относительно UTC составляет +9:00.

## Население
| 1989 | 2002 | 2010 | 2012 | 2013 | 2014 | 2015 |
| ---- | ---- | ---- | ---- | ---- | ---- | ---- |
| 500  | ↘472 | ↘447 | ↘439 | ↘429 | ↘426 | ↘422 |
| 2016 | 2017 | 2018 | 2019 | 2020 | 2021 |      |
| →422 | →422 | ↗427 | ↘420 | ↗428 | ↗430 |      |

Половой состав
По данным Всероссийской переписи населения 2010 года, в гендерной структуре населения мужчины составляли 50,1 %, женщины — соответственно 49,9 %.
Национальный состав
Согласно результатам переписи 2002 года, в национальной структуре населения якуты составляли 91 % из 472 чел.

## Улицы
| - ул. Алексеева, - пер. Васильева, - пер. Иванова, - ул. Кузнецкая, - ул. Лесная, | - ул. Механизаторов, - ул. Набережная, - ул. Новая, - ул. Озёрная, - пер. Семёнова. |